# Zakon!
Zakon! je hrvatska humoristična serija autora Zorana Lazića i Tončija Kožula. Snimanje serije otpočelo je sredinom rujna 2008. godine.

## Radnja
Radnja serije odvija se u izmišljenom naselju Svetkovini, mjestu na granici dvaju prosperitetnih županija te prijestolnici industrije namještaja. Inspektor Zdravko Maček (Stojan Matavulj) i njegov kolega Mateo Ćirić (Robert Ugrina) zajedno rade kao jedini policajci u cijelome gradu. Uz njih je i neizostavni Zvonimir Krmpotić (Nenad Cvetko), koji ne može podnijeti svoju ženu pa konstantno radi kaznena djela s ciljem da bude priveden. Kako serija odmiče, inspektor Maček i policajac Ćirić, često na izravan zahtjev gradonačelnika Slavka (Angel Palašev) istražuju raznorazne slučajeve poput pljački, otmica, serijskih ubojstava, pedofilije, automobilske mafije, CD piratstva, mitskih čudovišta, sotonista te problema vezanih uz drevno pleme Afro-Hrvata. Osim njih, u epizodama se pojavljuju i likovi poput svestranog forenzičara i pasioniranog ljubitelja Norveške Duška (Sven Šestak), te Rajne (Ines Bojanić), konobarice u kafiću koji inspektor Maček i njegov kolega Ćirić često posjećuju. 

## Glumačka postava

### Glavna glumačka postava
| Glumac/glumica  | Lik                  | Epizoda u seriji |
| --------------- | -------------------- | ---------------- |
| Stojan Matavulj | Zdravko Maček        | 24               |
| Robert Ugrina   | Mateo Ćirić          | 24               |
| Nenad Cvetko    | Zvonimir Krmpotić    | 24               |
| Sven Šestak     | Duško                | 22               |
| Ines Bojanić    | Rajna                | 18               |
| Angel Palašev   | gradonačelnik Slavko | 14               |
| Ivica Pucar     | Denis Miloglav       | 14               |

## Epizode
| Epizoda | Datum emitiranja   | Ime epizode                     |
| ------- | ------------------ | ------------------------------- |
| 1       | 5. siječnja 2009.  | Živjeti i umrijeti u Svetkovini |
| 2       | 12. siječnja 2009. | Amore, ljubavi                  |
| 3       | 19. siječnja 2009. | Bakreni šund                    |
| 4       | 26. siječnja 2009. | Grumenčići                      |
| 5       | 2. veljače 2009.   | Nestao je Žac                   |
| 6       | 9. veljače 2009.   | Veliki Topini                   |
| 7       | 16. veljače 2009.  | Ćelavi igraju ćelavo            |
| 8       | 23. veljače 2009.  | Kiklop!                         |
| 9       | 2. ožujka 2009.    | Tunel smrti                     |
| 10      | 9. ožujka 2009.    | Prž'te lopova                   |
| 11      | 16. ožujka 2009.   | Eksplozija kreativnosti         |
| 12      | 23. ožujka 2009.   | ZAVNOH!                         |
| 13      | 30. ožujka 2009.   | Opasne privlačnosti             |
| 14      | 6. travnja 2009.   | Narodno blago: knjiga poslovica |
| 15      | 13. travnja 2009.  | Zov džungle                     |
| 16      | 20. travnja 2009.  | Pogledaj dom svoj, Krmpotiću    |
| 17      | 27. travnja 2009.  | Drvo pa muško                   |
| 18      | 4. svibnja 2009.   | Strelica je špičasta            |
| 19      | 11. svibnja 2009.  | Alternativni stil kretanja      |
| 20      | 18. svibnja 2009.  | Nevjesta za jedan dan           |
| 21      | 25. svibnja 2009.  | Đavo u gospodinu Mačeku         |
| 22      | 1. lipnja 2009.    | Ekipa za očenaš                 |
| 23      | 8. lipnja 2009.    | Čovjek koji je previše znao     |
| 24      | 15. lipnja 2009.   | Povratak Superdrvoja            |

## Vanjske poveznice
- Zakon! u internetskoj bazi filmova IMDb-a